# Hylarana baramica
Hylarana baramica är en groddjursart som först beskrevs av Oskar Boettger 1900.  Hylarana baramica ingår i släktet Hylarana och familjen egentliga grodor. IUCN kategoriserar arten globalt som livskraftig. Inga underarter finns listade i Catalogue of Life.